# Lukas Kramer

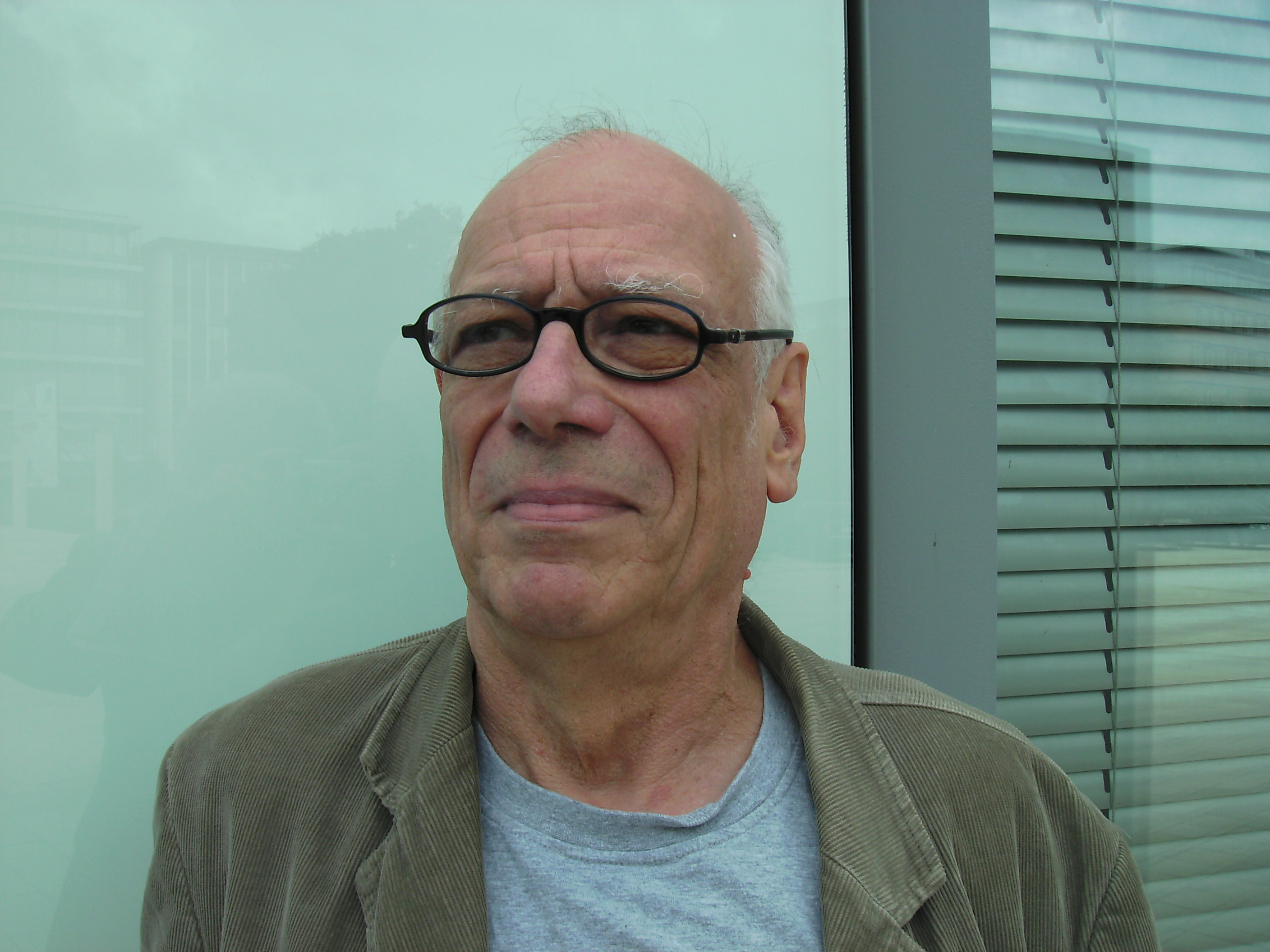
Lukas Kramer

Lukas Kramer (* 1941 in Saarbrücken; † 30. Januar 2025) war ein deutscher Maler.

## Leben
Lukas Kramer studierte Malerei an der ehemaligen Werkkunstschule in Trier, danach an der Ecole des arts décoratifs in Straßburg und anschließend am Istituto di belli arte im italienischen Urbino. Er war Mitglied des Saarländischen Künstlerbundes und des Deutschen Werkbundes. Er arbeitete lange Jahre im Vorstand des Saarländischen Künstlerhauses mit. Kramer lebte und arbeitete als freischaffender Künstler und Kunstpädagoge in Saarbrücken.

## Werke
Kramer arbeitete in Werkgruppen, die er „Fluid system“, „Black-out“, „Aggregat“, „Jumping“, „Rasterbilder“, „Säulenbilder“ oder „Pulsationen“ nannte. Er durchdrang in seinen Arbeiten die scheinbare Ordnung der Dinge, wobei für ihn der Begriff „Ordnung“ im dialektischen Sinn auch deren Antipode „Unordnung“,  also Chaos und Dunkelheit, implizierte. Seine Grundfarben waren in den früheren Arbeiten dementsprechend Schwarz-, Grau- und Brauntöne in allen Schattierungen; sie werden immer wieder, teilweise in grellen Farbblitzen, von nebeligen weißen Tönen durchzogen und lassen damit eigenenartige, irritierende und verstörende (Un-)Welten entstehen.
In späteren Werken dominierten stahlgraue Grundfarben, die von wenigen bunten Farbblitzen durchsetzt sind. Immer wieder verwendete der Künstler schroff und hart wirkende Neon-Farben, die seine Bildwelten kalt und abweisend wirken lassen und dennoch eine merkwürdige Suggestivkraft auf den Betrachter ausüben. „Es ist für den Besucher schwer, sich der trauergrauen Magie dieser Bilder zu entziehen. Die Konsequenz Kramerschen Bilddenkens ist frappierend, die magische Suggestivkraft zerbrechender Ordnungen, gefährdeten Dunkels ist erschreckend und faszinierend zugleich, zumal im unausweichlichen Sog, den seine Arbeiten ausstrahlen“ (Michael Jähne in: Künstlerlexikon Saar).

## Auszeichnungen / Preise
- 1982 Kunstpreis der Stadt Saarbrücken
- 1982 Stipendium der Bundesrepublik Deutschland in der Cité Internationale des Arts Paris
- 1984 Ramboux-Preis der Stadt Trier (Kunstpreis, der seit 1961 zweijährlich verliehen wird).
- 1997 Albert-Weisgerber-Preis für Bildende Kunst der Stadt St. Ingbert

## Audiovisuelle Medien
- Fernsehfilm „Blackout“ über die Nachtbilder von Lukas Kramer (Saarländischer Rundfunk, Regie: Georg Bense, Länge: 45 Minuten)

## Einzelausstellungen (Auswahl)
- 1965 Galleria Raffaello (Urbino)
- 1966 Galerie Elitzer (Saarbrücken)   / Galleria d’arte contemporanea „Tunnel“ (Rom)
- 1968 Galerie Monika Beck (Zweibrücken) / Galerie Gellhaus (Berlin)
- 1970 Inter Art Galerie (Köln) / Galerie Schillerhof (Graz)
- 1971 Gallery Latham (New York)
- 1972 Galleria Duomo (Desenzano del Garda)
- 1976 Galerie Divergence (Metz)
- 1977 Galerie im Zwinger (St. Wendel)
- 1981 Galerie Weinand-Bessoth (Saarbrücken)
- 1984 Eisenwerk Neunkirchen (Saar): „Nachtausstellung“
- 1986 Art Gallery (Luxemburg)
- 1987 Galerie Kunstblock (München)
- 1989 Saarlandmuseum (Saarbrücken)
- 1992 Hoflößnitz Museum (Radebeul)
- 1994 Galerie Theisen (Bonn)
- 1996 Stadtmuseum (St. Wendel)
- 1998 Museum St. Ingbert
- 2000 Impomal galerij en Kunstuitleen (Landgraaf, Niederlande)
- 2002 Galerie Artec No 1 (Mannheim)
- 2003 K4 Galerie (Saarbrücken)
- 2004 Saarländische Galerie, Palais am Festungsgraben (Berlin)
- 2005 Tehnthaus (Jockgrim)
- 2006 Miejskabwa (Bydgoszcz, Polen) / Galerie Palais Walderdorff (Trier)  / Städtische Galerie (Neunkirchen (Saar))
- 2012 Galerie Schlassgoart (Esch-sur-Alzette, Luxemburg)
- 2014 Museum St. Wendel (Doppelausstellung Lukas Kramer & Anne-Marie Klenes)